# (15353) Meucci
(15353) Meucci es un asteroide perteneciente al cinturón de asteroides, región del sistema solar que se encuentra entre las órbitas de Marte y Júpiter.
Fue descubierto el 22 de noviembre de 1994 por Vincenzo Silvano Casulli desde el observatorio de Colleverde.

## Designación y nombre
Designado provisionalmente como 1994 WA fue nombrado en honor de Antonio Meucci (1808-1889) quien fue el inventor del teléfono.

## Características orbitales
(15353) Meucci está situado a una distancia media del Sol de 2,319 ua, pudiendo alejarse hasta 2,791 ua y acercarse hasta 1,846 ua. Su excentricidad es 0,204 y la inclinación orbital 4,230 grados. Emplea 1289,87 días en completar una órbita alrededor del Sol.

## Características físicas
La magnitud absoluta de (15353) Meucci es 14,85. Tiene 3,529 km de diámetro y su albedo se estima en 0,225.